# Holzraslinge
Die Holzraslinge oder Baumraslinge (Hypsizygus) sind eine kleine Gruppe (tot-)holzbewohnender Pilze, die den gewöhnlichen, bodenbewohnenden Raslingen und den holzbewohnenden Seitlingen habituell sehr nahestehen. Taxonomisch wurden die Holzraslinge daher früher den Raslingen (Lyophyllum) bzw. den Seitlingen (Pleurotus) zugeordnet. Von den Seitlingen sind sie gut durch die kaum herablaufenden Lamellen zu unterscheiden.
In Japan ist der dort Buna-Shimeji (jap. buna = Kerb-Buche) genannte Buchenrasling (Hypsizygus tessulatus) ein sehr beliebter Speisepilz der dortigen Küche. Da die Verbreitung des ebenfalls essbaren Ulmenraslings (Hypsizygus ulmarius) in den letzten Jahren stark zurückgegangen ist, sollte dieser nicht mehr gesammelt werden.

## Arten (Auswahl)
Die nachfolgenden Arten stellen nur eine Auswahl in Europa vorkommender Arten dar:
- Buchenrasling, Buchenpilz, Buna-Shimeji[2][3], Weißer Buchenpilz,[4] Bunapi-Shimeji,[5] Bunapi®,[6][7][8] (Hypsizygus tessulatus (Bull. 1791) Singer 1947)[2]
- Ulmenrasling, Ulmenausternpilz, Shirotamogitake (Hypsizygus ulmarius (Bull. 1791) Redhead 1984)
- Ligusterrasling (Hypsizygus ligustri Raithelh. 1974)[9][10][11][12]
- Marmorierter Holzrasling (Hypsizygus marmoreus (Peck 1872) H.E. Bigelow 1976)[12][13], dieser wird gelegentlich mit dem Buchenrasling – aka Buna-Shimeji[14] – als eine Art gesehen.[15]

## Bilder

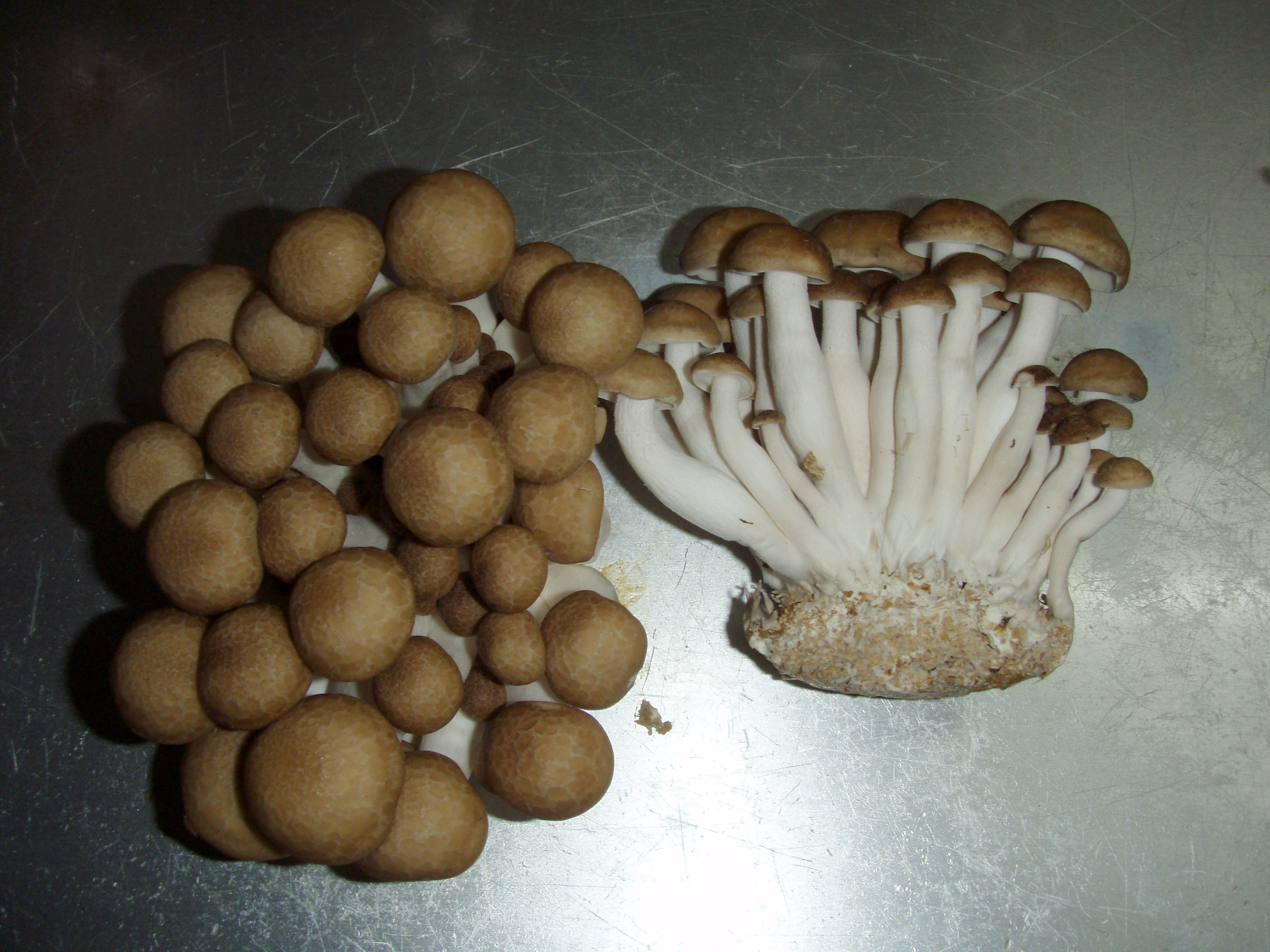
Buchenrasling (Hypsizygus tessulatus)
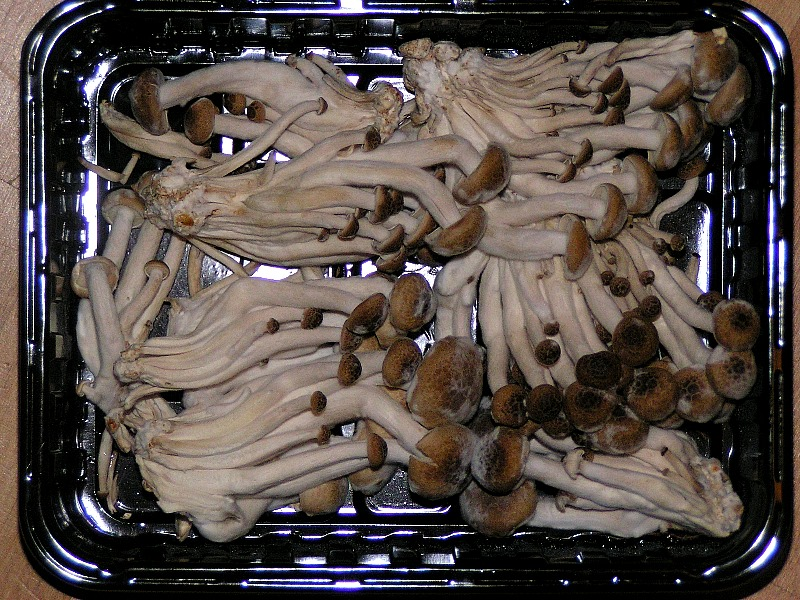
Buchenrasling (Hypsizygus tessulatus)
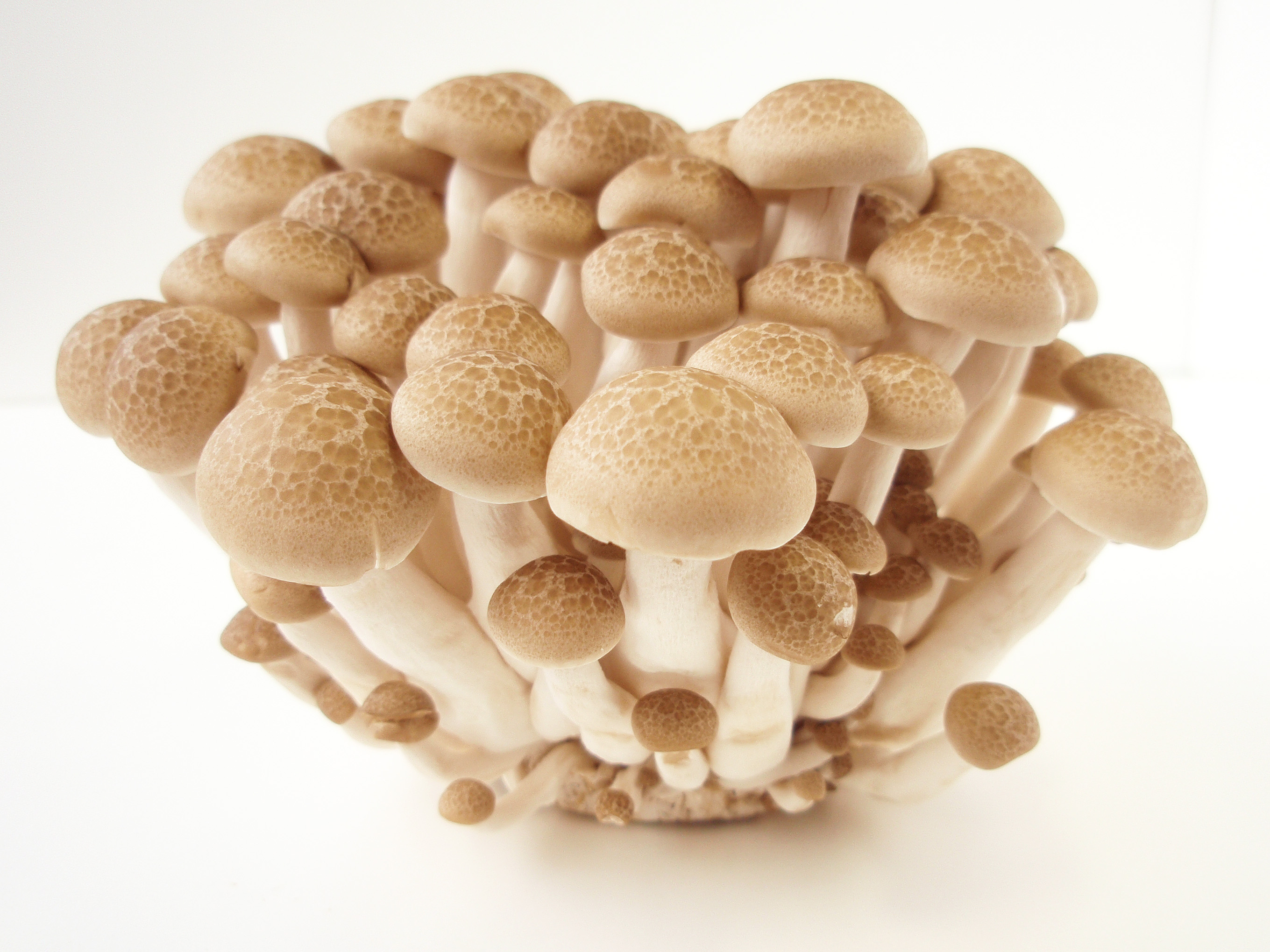
Marmorierter Holzrasling (Hypsizygus marmoreus)
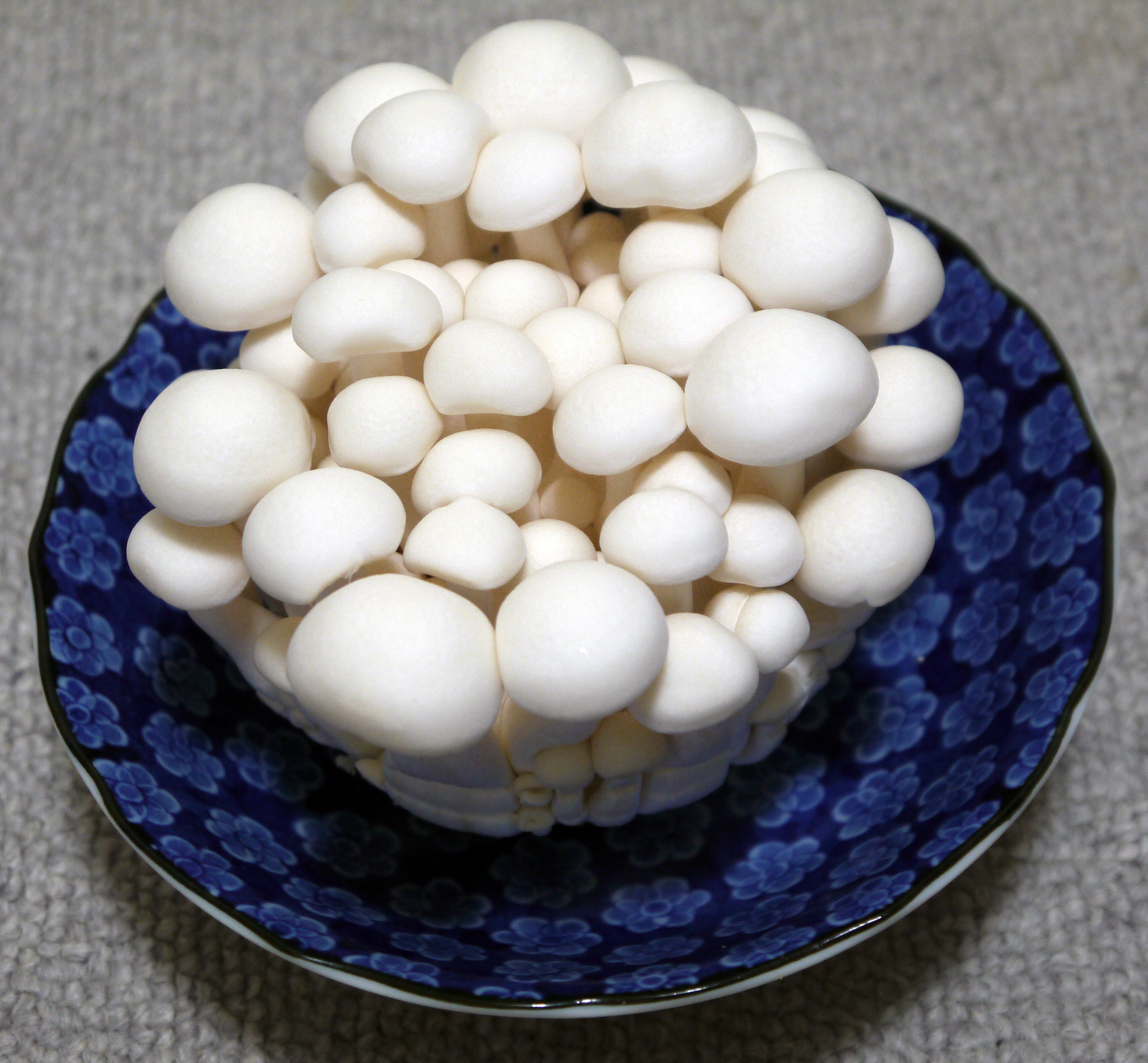
Weißer Buchenpilz – Bunapi-shimeji (Hypsizygus tessulatus)
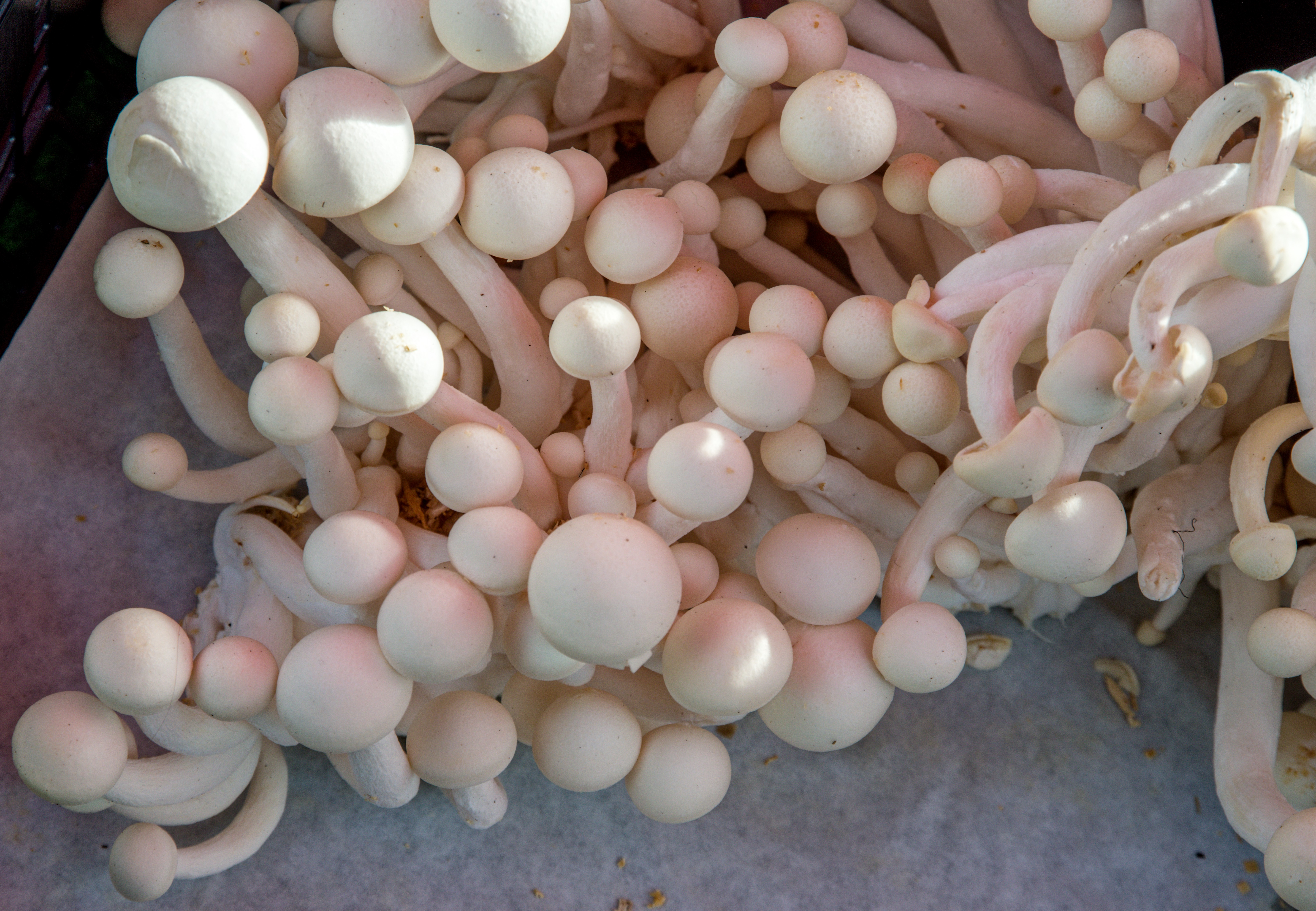
Weißer Buchenpilz – Bunapi-shimeji (Hypsizygus tessulatus)

## Anmerkung
1. ↑  Buna (jap. 橅；椈；山毛欅 buna) ist die japanische Bezeichnung für die Kerbbuche, Fagus crenata.